# Wäckerlingstiftung
Die Wäckerlingstiftung ist eine 1902 gegründete Pflegeanstalt in Uetikon am See im Kanton Zürich in der Schweiz.

## Gründung
Johannes († 1870) und Regula Wäckerling († 1877) verfügten, dass nach ihrem Tod ihr Heim im Gebiet Langenbaum am  Zürichsee  (heute das Gelände der CU Chemie Uetikon) zu einem Heim für mindestens 50 bedürftige Menschen umgebaut werden sollte. Allerdings wurde um 1890 die Rechtsufrige Zürichseebahn  gebaut, und so war es unmöglich, das Heim am vorgesehenen Ort zu bauen. Es gestaltete sich schwierig, Ersatzland zu finden. Erst als Rudolf Schnorf-Hauser 1894 Land Im Wygarte unter der Bedingung zur Verfügung stellte, dass bis 1899 mit dem Bau begonnen werde, ging es wieder voran. Am 20. August 1899 wurde der Kredit bewilligt, und 1902 wurde der Neubau der kantonalen Gesundheitsdirektion übergeben. Grössere Erweiterungen waren:
- eine Scheune (1909)
- das Pensionärhaus (1923, heute Haus A)
- das Wäschereigebäude (1923)
- das Angestelltenhaus Lindenstrasse (1929)
- eine neue Küche (1977/78)
- eine unterirdische Verbindung zum Haus A (1977/78)

Es wurden laufend Änderungen und Anpassungen an neue Bedürfnisse gemacht.  Anfangs hatte das Heim 130 Plätze, mit dem Bau des Pensionärhauses wuchs diese Zahl auf 170. 1970 gab es eine kontinuierliche Reduktion, die für die Bewohner, Pflege, Aktivitäten und Therapien mehr Platz schaffte.

## Eintritt
Das durchschnittliche Eintrittsalter war in den 1960er Jahren noch bei 70 Jahren, damals waren es noch Frauen und Männer, die sich in der Landwirtschaft und Gärtnerei nützlich machten. Das Durchschnittsalter stieg später auf 80, und das Haus Wäckerling wurde von der Pflegeanstalt zum Krankenheim. Aufnahmekriterium wurde die Pflegebedürftigkeit, und es wurden professionelle Pfleger angestellt. Es gibt keine Beschränkung des Eintrittsgebietes, der grösste Teil der Neuzugänge kommt aus dem Bezirk Meilen.

## Führung
Das Haus geht auf eine private Initiative zurück. Gebaut und geführt wurde es durch den Kanton Zürich, der schon 1965 feststellte, dass die Führung eine Aufgabe der Gemeinde sei. Erst am 11. November 1991 wurde auf Vorarbeit des Kantons ein Kaufvertrag von sieben Gemeinden unterschrieben und ein Zweckverband gegründet. Ende der 1990er Jahre wurde das Haus notsaniert, danach wollten die Gemeinden das Haus nicht mehr gemeinsam führen. 2007 entschied man sich, das komplette Areal zu verkaufen. Seit 2008 steht das Haus unter der Führung der «di Gallo»-Gruppe.

## Das Haus Wäckerling heute
Das Haus Wäckerling hat heute vier Spezialgebiete:
- Somatisches Pflegeheim für jüngere und ältere Menschen mit körperlicher Pflegebedürftigkeit
- Betreuung und Pflege für Menschen mit Demenz
- Psychosoziale Unterstützung
- Geriatrische Tag- und Nachtbetreuung[5]

Im Heim hat es eine öffentlich zugängliche Cafeteria, zudem gibt es öffentliche Veranstaltungen des Forums «angewandte Gerontologie».